# گلاسمانور (مریلند)
گلاسمانور (به انگلیسی: Glassmanor) شهری در ایالت مریلند کشور ایالات متحده آمریکا است که جمعیت آن در سرشماری سال ۲۰۱۰ میلادی، ۱۷٬۲۹۵ نفر بوده‌است.